# Juan de Castro Reyes
 Juan De Castro Reyes (Santiago, Chile, 29 de julio de 1933, fallecido el 16 de junio de 2007) fue un sacerdote chileno perteneciente a la Orden Dominica. Tenía un doctorado en Teología con mención en Moral, fue vicario de la Vicaría de la Solidaridad.

## Teólogo y psicólogo
El Padre Juan De Castro Reyes, era el octavo de nueve hermanos. Hijo de Pedro Castro y Sofía Reyes. Cursó sus estudios en el Colegio de los Sagrados Corazones de Alameda, egresando en 1950. Estudió unos años medicina en la Universidad de Chile. En 1955 ingresó al Seminario Pontificio Mayor de Santiago. Ordenado sacerdote el 27 de mayo de 1961 por Monseñor Emilio Tagle. Ese mismo año el entonces Arzobispo de Santiago, Monseñor Raúl Silva Henríquez, lo envía estudiar a Roma donde se doctoró en Teología con mención en Moral. De regreso a Chile fue profesor de Teología Moral en la Facultad de Teología de la Pontificia Universidad Católica de Chile. Además formador en el Seminario Pontificio y asesor del movimiento apostólico de profesionales. En 1970 fue nombrado párroco de Santo Toribio. Ese mismo año se inscribe como estudiante en la Escuela de Psicología de la Universidad Católica, obteniendo el título de Psicólogo en 1974.
Tuvo distintas responsabilidades en el Arzobispado de Santiago, fue párroco, profesor y vicario: fue vicario episcopal en las Zona Cordillera, Zona Norte y Zona Oriente. Fue profesor de psicología religiosa en la Universidad Católica. En 1979 fue nombrado vicario general y vicario de la Solidaridad, cargo que ocupó hasta 1983, cuando fue nombrado rector del Seminario Pontificio Mayor. También fue decano de la Facultad de Ciencias sociales de la Universidad Católica. En 1994 fue designado vicario para la Educación, cargo que ejerció hasta el 2002, cuando renunció al clero diocesano para ingresar a la Orden Dominica.

## Vicario de la Solidaridad
En 1979, el cardenal Raúl Silva Henríquez le encomendó una tarea, asumir como vicario de la Solidaridad. Remplazando al padre Cristian Precht. En abril de 1979, asumía como vicario de la Solidaridad con estas palabras, dirigidas a los familiares de los detenidos desaparecidos, iniciaba su labor: “Gracias por el privilegio de servirlas. Quisiera también decir la voluntad y el deseo profundo de comprometerme con la causa de ustedes. Lo han hecho personas más importantes que yo, como son los Obispos, y yo voy a seguir también en esa línea. Al modo como lo hace la Iglesia, pero buscando siempre que se les pueda hacer justicia y que puedan encontrar la verdad sobre todas estas situaciones tan terribles, tan inhumanas, que ustedes han vivido y que están viviendo”.
Quienes trabajaron con el Padre Juan De Castro en la Vicaría de la Solidaridad, 1979-1983, lo recuerdan como un pastor sencillo, alegre, amante de la medicina y de la psicología. “Es de aquellas personas que no deja piedra sin mover cuando se trata de ayudar”, recordaron sus excolaboradores. El padre Juan de Castro, le entregó el cargo de vicario al jesuita español Ignacio Gutiérrez.
Viviana Díaz, vicepresidenta de la Agrupación de Familiares de Detenidos Desaparecidos, recordó el trabajo del padre Juan de Castro en la Vicaría de la Solidaridad, señaló: “Nos tocó conocerlo en momentos muy difíciles de nuestras vidas. Cuando llegó desde la Zona Oriente a la Vicaría de la Solidaridad aprendimos a conocerlo y él a nosotros. Realmente fueron años de mucho apoyo y por eso estamos acá para despedirlo, para decirle que lo queremos mucho, que vamos a recordarlo siempre. Porque no habiendo tenido antes ningún contacto con familiares de víctimas, aprendió a conocer el dolor que nos afligía y a ser parte de nuestra demanda de búsqueda de verdad y de justicia. Lo sentimos siempre muy al lado nuestro”. Añadió: “Recuerdo que estaba recién llegado a la Vicaría de la Solidaridad cuando nosotros (la agrupación de familiares) nos encadenamos a las rejas del Congreso Nacional, fuimos detenidas y se nos aplicó la Ley de Seguridad Interior del Estado. Él nos visitó junto a todos los vicarios de Santiago en la Corte de Apelaciones y anteriormente en la casa correccional. Esos gestos que él tuvo en su momento, en que eran muy pocos los que estaban a nuestro lado, uno nunca los va a olvidar y más aún cuando un gran número de nosotros no era creyente, pero esto a él nunca le importó. Esa era la Iglesia del Cardenal Silva Henríquez que fue la que nos brindó todo su apoyo y solidaridad en un momento muy duro de nuestras vidas”.

## Ingresa a la Orden Dominica
Luego de cumplir su trabajo en el Arzobispado como vicario de le Educación, tomó la decisión de dejar de ser sacerdote diocesano para ser religioso dominico. Sobre su decisión de abandonar el clero diocesano para ingresar como novicio a la Orden Dominica, el Padre Juan De Castro señalaba que cuando se siente fuerte el llamado de Dios, “sólo hay que dejarse llevar”. Manifestaba estar feliz con esa decisión porque se empieza “una vida llena de esperanzas”. Ante esta decisión señaló: “Dios no se limita a mostrarnos su querer, a través del Espíritu, sino que los llamados los hace con afecto, para que nos gusten”.

## Pascua del padre Juan de Castro
El padre Juan de Castro falleció el 17 de junio, al día siguiente se realizó en la Iglesia de la Recoleta Dominica una Misa de exequias, la que fue presidida por el obispo auxiliar y vicario general de Santiago, monseñor Cristián Contreras Villarroel, en ausencia del cardenal Francisco Javier Errázuriz, quien se encontraba cumpliendo labores pastorales fuera del país. La Eucaristía fue concelebrada por los Obispos Auxiliares, Vicarios Episcopales y por el Padre Félix Fernández, Provincial de los Padres Dominicos. Posteriormente, sus funerales se realizaron en el Cementerio Católico.

### Testimonios de la vida del padre Juan de Castro
“Fue uno de los sacerdotes más destacados, más queridos de nuestra arquidiócesis, en todas partes dejó una huella profunda y se le extrañara mucho”, señaló el actual vicepresidente de Cáritas-Chile, presbítero Alfonso Baeza.
“El padre Juan era una persona que andaba siempre con el ánimo en alto, nunca lo vi decaído. Tenía una gran capacidad de establecer diálogos y relacionarse con las personas con las cuales trabajaba. Como sacerdote, de una lealtad y fidelidad a toda prueba con los distintos Arzobispos con los cuales colaboró. Era un sacerdote que buscaba siempre un mayor contacto personal con el Señor a través de la oración, de la celebración eucarística”. Así lo recordó monseñor Cristián Contreras Villarroel, obispo auxiliar y vicario general de Santiago, quien trabajara como el Padre Juan De Castro, en los años 1987-88, cuando este último fuera rector del Seminario Pontificio Mayor de Santiago.
Monseñor Cristián Precht Bañados, hizo un emotivo recuerdo del Padre Juan De Castro: “He admirado en él un deseo profundo de evangelizar sin darle la espalda a los tiempos. Su amor por el Señor y por el ministerio sacerdotal ponía de manifiesto en él un interés genuino por la persona humana… en todas las circunstancias alegres y complejas de la vida. Lo hizo abriendo caminos en la moral, llevando una pastoral renovada en Santo Toribio, en la Zona Norte y en la Zona Oriente, colaborando con el Cardenal Silva en muchas comisiones de confianza, ayudando a Don Juan Francisco en la formación del futuro clero de Santiago”

## Publicaciones
- La fe que me conmueve. Editorial Universidad Católica 2003
- Anunciando a Jesucristo. Editorial Tiberiades 1998
- La verdad es tu libertad, el amor tu vocación. Editorial Tiberiades 1998
- En busca del tesoro escondido. Editorial Universidad Católica 1994
- Introducción a la Psicología de Carl Gustav Jung. Editorial Universidad Católica 1993.
- Creciendo con el eneagrama : como en un tejido vivo